# 白线纹胸鮡
白线纹胸鮡（学名：Glyptothorax pallozonum）为輻鰭魚綱鯰形目鮡科纹胸鮡属的鱼类，俗名白线夷，是中国的特有种。分布于广东东江水系等，體長可達6公分，棲息在底中層水域，生活習性不明，可做為觀賞魚。该物种的模式产地在广东博罗。